# Куликова, Татьяна Алексеевна
Татьяна Алексеевна Куликова, в девичестве — Шевелёва (7 января 1927, Воронежская губерния) — рабочая Очхамурского совхоза имени Сталина Министерства сельского хозяйства СССР, Кобулетский район, Аджарская АССР, Грузинская ССР. Герой Социалистического Труда (1950).

## Биография
Родилась в 1923 году в крестьянской семье в одном из сельских населённых пунктов Воронежской области. После окончания местной начальной школы трудилась в сельском хозяйстве. В послевоенные годы поехала на работу по набору в Кобулетский район Аджарской АССР, где требовались рабочие на чайные плантации местных сельскохозяйственных предприятий. Трудилась в Очхамурском совхозе имени Сталина (с 1961 года — имени XXII съезда КПСС) Кобулетского района, директором которого был Иван Самсонович Путуридзе.
В 1949 году собрала 6236 килограмма зелёного чайного листа на участке площадью 0.5 гектара. Указом Президиума Верховного Совета СССР от 31 июля 1950 года удостоена звания Героя Социалистического Труда за "получение высокого урожая сортового зелёного чайного листа и цитрусовых плодов в 1949 году с вручением ордена Ленина и золотой медали «Серп и Молот» (№ 5306).
Этим же указом званием Героя Социалистического Труда были награждены труженики совхоза имени Сталина чаеводы Пелагея Евдокимовна Лысова, Константин Андреевич Соболев, Марфа Николаевна Стоякина и Раиса Васильевна Юртаева.
После выхода на пенсию проживала в посёлке Очамхури, затем переехала в Краснодарский край.